# Перальта, Хулио
Хулио Леонардо Перальта Мартинес (исп. Julio Leonardo Peralta Martínez; род. 9 сентября 1981, Бразилиа) — чилийский теннисист, специализирующийся на игре в парах, и теннисный тренер. Игрок сборной Чили в Кубке Дэвиса, победитель шести турниров АТР в парном разряде (все — с Орасио Себальосом).

## Игровая карьера
Хулио Перальта начал профессиональную теннисную карьеру в 1999 году. В 2001 году он выиграл несколько турниров серии «фьючерс» в Южной Америке, а ещё через год завоевал в Белу-Оризонти (Бразилия) свой первый титул в турнире серии «челленджер». Однако в эти годы его постоянно преследовали травмы, из-за которых он пропускал по три месяца в сезоне, и в 2004 году, в возрасте 23 лет, Перальта решил завершить профессиональную карьеру.
Начав учёбу на курсах строительного проектирования в Чили, Перальта возобновил участие в небольших турнирах в 2007—2008 годах. Затем он переехал в США, где окончил образование по специальности «бизнес и экономика» в филиале университета Южной Каролины. Одновременно с учёбой он работал в университете помощником тренера. По окончании вуза он нашёл работу в компании-стартапе, продающей органическую краску для детских. В 2011 году Перальта в ходе поездки в Европу снова, после долгого перерыва, принял участие в «челленджере» в Брауншвейге, где успешно преодолел квалификационное сито (обыграв, в частности, Давида Гоффена) и первый круг основной сетки, где победил 185-ю ракетку мира Виктора Кривоя. После этого он возобновил тренерскую карьеру, два года проработав в теннисной академии в Калифорнии.
В сентябре 2014 года Перальта решил вернуться в профессиональный теннисный тур как игрок в парном разряде, пригласив на помощь тренера Дэна Гроссмана. Он объявил, что ставит перед собой задачу попасть в сотню сильнейших теннисистов в парном разряде в рейтинге ATP. За первые три месяца выступлений чилиец выиграл четыре «фьючерса», а с апреля 2015 года и до конца сезона четырежды первенствовал в «челленджерах» (три из них выиграв во второй половине года в паре с аргентинцем Орасио Себальосом).
В марте 2016 года Перальта впервые за карьеру выступил за сборную Чили в Кубке Дэвиса, принеся своей команде очко в матче со сборной Доминиканской республики. За год он трижды добивался победы в паре с Себальосом в турнирах основного тура АТР, закончив сезон на 44-м месте в мировом парном рейтинге. Уже после первой победы в турнире АТР (в Сан-Паулу, Бразилия, в феврале) Перальта возглавил иерархию чилийских теннисистов в парном разряде.
В 2017 году Себальос и Перальта выиграли ещё один турнир АТР, а на Открытом чемпионате Франции дошли до четвертьфинала, в первом круге выбив из борьбы посеянных шестыми Фелисиано и Марка Лопесов. После этого чилийский теннисист поднялся в парном рейтинге до 35-го места. До конца сезона Перальта побывал ещё в трёх финалах турниров ATP 250 и в двух полуфиналах турниров ATP 500 (открытые чемпионаты Германии и Японии), а среди побеждённых им пар были Майк и Боб Брайаны (которых они с мексиканцем Сантьяго Гонсалесом обыграли по пути в финал в Антверпене). Сезон чилиец закончил на рекордном для себя 29-м месте в парном рейтинге АТР.
В 2018 году основные успехи Себальоса и Перальты пришлись на месяц после Уимблдона, когда чилийская пара выиграла два подряд европейских грунтовых финала, в том числе на Открытом чемпионате Германии в Гамбурге — первый в карьере Перальты титул в турнирах класса ATP 500. В гамбургском финале им удалось победить одну из сильнейших пар мира Мате Павич—Оливер Марах. Позже на пути в четвертьфинал турнира Мастерс в Шанхае Перальта и Себальос обыграли в трёх сетах первую пару мира Майк Брайан-Джек Сок. На счету Перальты было также четыре полуфинала турниров АТР (два из них с Себальосом) и, хотя он не превзошёл своё рекордное место в рейтинге, сезон он снова закончил в числе 50 лучших парных игроков мира.
Поражение в полуфинале в Базеле в паре с Себальосом в октябре 2018 года стало последней игрой в карьере Перальты. В начале 2019 года планировалось его участие в матче Кубка Дэвиса со сборной Австрии, но затем было объявлено, что травма правой кисти не позволит ветерану выйти на корт. У Перальты были диагностированы проблемы с треугольным фиброхрящевым комплексом, и хотя операция так и не состоялась, на корт он не вернулся.

## Положение в рейтинге в конце сезона
| Год              | 2000 | 2001 | 2002 | 2003 |   | 2007 | 2008 |     | 2014 | 2015 | 2016 | 2017 | 2018 |  | 2022 |
| ---------------- | ---- | ---- | ---- | ---- | - | ---- | ---- | --- | ---- | ---- | ---- | ---- | ---- |  | ---- |
| Одиночный разряд | 683  | 428  | 627  | 214  |   | 771  | 562  |     | 736  | 899  | —    | —    | —    |  | —    |
| Парный разряд    | 1466 | 1025 | 1068 | 658  | — | 1087 | 494  | 105 | 44   | 29   | 40   | 564  |      |  |      |

## Выступления на турнирах

### Финалы челленджеров и фьючерсов в одиночном разряде (14)

#### Победы (8)
| Условные обозначения |
| Челленджеры (1+10)*  |
| Фьючерсы (7+8)       |

| Титулы по покрытиям | Титулы по месту проведения матчей турнира |
| ------------------- | ----------------------------------------- |
| Хард (1+1)*         | Зал (0)                                   |
| Грунт (7+17)        | Зал (0)                                   |
| Трава (0)           | Открытый воздух (8+18)                    |
| Ковёр (0)           | Открытый воздух (8+18)                    |

* количество побед в одиночном разряде + количество побед в парном разряде.
| №  | Дата             | Турнир                  | Покрытие | Соперник в финале | Счёт           |
| 1. | 9 сентября 2001  | Лима, Перу              | Грунт    | Йони Ромеро       | 6-3 6-3        |
| 2. | 30 сентября 2001 | Кочабамба, Боливия      | Грунт    | Филлип Харбё      | 6-3 6-4        |
| 3. | 20 апреля 2003   | Винья-дель-Мар, Чили    | Грунт    | Филлип Харбё      | 4-6 6-4 6-2    |
| 4. | 3 августа 2003   | Белу-Оризонти, Бразилия | Хард     | Данай Удомчоке    | 7-6(6) 1-6 6-1 |
| 5. | 8 августа 2004   | Сантьяго, Чили          | Грунт    | Дамиан Патриарка  | 6-2 6-1        |
| 6. | 1 ноября 2008    | Сантьяго, Чили          | Грунт    | Хорхе Агилар      | 6-4 6-2        |
| 7. | 8 ноября 2008    | Сантьяго, Чили          | Грунт    | Бруно Тиберти     | 6-0 6-2        |
| 8. | 9 ноября 2014    | Бирмингем, США          | Грунт    | Жан-Ив Обон       | 6-2 6-1        |

#### Поражения (6)
| №  | Дата            | Турнир             | Покрытие    | Соперник в финале       | Счёт           |
| 1. | 3 сентября 2000 | Лима, Перу         | Грунт       | Жулио Сильва            | 6-7(4) 6-3 3-6 |
| 2. | 9 декабря 2000  | Сантьяго, Чили     | Грунт       | Патрисио Руди           | 6-3 6-7(2) 0-6 |
| 3. | 22 июля 2001    | Брашов, Румыния    | Грунт       | Габриэль Морару         | 6-7(6) 6-7(3)  |
| 4. | 13 октября 2001 | Асунсьон, Парагвай | Грунт       | Себастьян Декуд         | 3-6 1-6        |
| 5. | 15 августа 2004 | Сантьяго, Чили     | Грунт       | Кристиан Вильягран      | 4-6 4-6        |
| 6. | 6 декабря 2014  | Осорно, Чили       | Грунт (зал) | Ханс Подлипник Кастильо | 2-6 3-6        |

### Финалы турнировATPв парном разряде (10)

#### Победы (6)
| Титулы                  |
| ----------------------- |
| Большой шлем (0)*       |
| Итоговый турнир ATP (0) |
| Мастерс (0)             |
| АТР 500 (0+1)           |
| АТР 250 (0+5)           |

| Титулы по покрытиям | Титулы по месту проведения матчей турнира |
| ------------------- | ----------------------------------------- |
| Хард (0+1)*         | Зал (0+1)                                 |
| Грунт (0+5)         | Зал (0+1)                                 |
| Трава (0)           | Открытый воздух (0+5)                     |
| Ковёр (0)           | Открытый воздух (0+5)                     |

* количество побед в одиночном разряде + количество побед в парном разряде.
| №  | Дата             | Турнир              | Покрытие   | Партнёр         | Соперники в финале                 | Счёт           |
| 1. | 27 февраля 2016  | Сан-Паулу, Бразилия | Грунт      | Орасио Себальос | Пабло Карреньо Буста Давид Марреро | 4-6 6-1 [10-5] |
| 2. | 24 июля 2016     | Гштад, Швейцария    | Грунт      | Орасио Себальос | Майкл Винус Мате Павич             | 7-6(2) 6-2     |
| 3. | 25 сентября 2016 | Мец, Франция        | Хард (зал) | Орасио Себальос | Майкл Винус Мате Павич             | 6-3 7-6(4)     |
| 4. | 16 апреля 2017   | Хьюстон, США        | Грунт      | Орасио Себальос | Дастин Браун Фрэнсис Тиафо         | 4-6 7-5 [10-6] |
| 5. | 22 июля 2018     | Бостад, Швеция      | Грунт      | Орасио Себальос | Симоне Болелли Фабио Фоньини       | 6-3 6-4        |
| 6. | 29 июля 2018     | Гамбург, Германия   | Грунт      | Орасио Себальос | Оливер Марах Мате Павич            | 6-1 4-6 [10-6] |

#### Поражения (4)
| №  | Дата             | Турнир                  | Покрытие   | Партнёр           | Соперники в финале              | Счёт            |
| 1. | 12 февраля 2017  | Кито, Эквадор           | Грунт      | Орасио Себальос   | Филипп Освальд Джеймс Серретани | 3-6 1-2 — отказ |
| 2. | 25 августа 2017  | Уинстон-Сейлем, США     | Хард       | Орасио Себальос   | Жан-Жюльен Ройер Хория Текэу    | 3-6 4-6         |
| 3. | 24 сентября 2017 | Санкт-Петербург, Россия | Хард (зал) | Орасио Себальос   | Роман Ебавый Матве Мидделкоп    | 4-6 4-6         |
| 4. | 22 октября 2017  | Антверпен, Бельгия      | Хард (зал) | Сантьяго Гонсалес | Скотт Липски Дивидж Шаран       | 4-6 6-2 [5-10]  |

### Финалы челленджеров и фьючерсов в парном разряде (28)

#### Победы (18)
| №   | Дата             | Турнир                  | Покрытие | Партнёр                 | Соперники в финале                           | Счёт              |
| 1.  | 1 ноября 2008    | Сантьяго, Чили          | Грунт    | Матьё Гена              | Кристобаль Сааведра Корвалан Анхель Торрес   | 6-2 6-2           |
| 2.  | 9 ноября 2014    | Бирмингем, США          | Грунт    | Мэтт Зибергер           | Каталин-Йонут Гард Алекс Рыбаков             | 6-3 6-4           |
| 3.  | 12 декабря 2014  | Сантьяго, Чили          | Грунт    | Мэтт Зибергер           | Густаво Гуэрсес Мартин Куэвас                | 6-2 6-3           |
| 4.  | 19 декабря 2014  | Вилья-Алемана, Чили     | Грунт    | Рикардо Урсуа Ривера    | Николас Альберто Аррече Томас Липовсек Пучес | 7-5 6-0           |
| 5.  | 27 декабря 2014  | Сантьяго, Чили          | Грунт    | Ханс Подлипник Кастильо | Ариэль Беар Гонсало Лама                     | 7-6(3) 6-2        |
| 6.  | 27 февраля 2015  | Панама, Панама          | Грунт    | Дариан Кинг             | Агустин Эдуардо Торре Иван Эндара            | Без игры          |
| 7.  | 6 марта 2015     | Манагуа, Никарагуа      | Грунт    | Хуан Себастьян Гомес    | Кейт-Патрик Кроули Ханс Хач Вердуго          | 6-3 6-3           |
| 8.  | 2 мая 2015       | Таллахасси, США         | Грунт    | Деннис Новиков          | Сомдев Девварман Санам Сингх                 | 6-2 6-4           |
| 9.  | 5 июня 2015      | Уинстон-Сейлем, США     | Хард     | Мэтт Зибергер           | Теннис Сандгрен Райн Уильямс                 | 3-6 6-3 [10-8]    |
| 10. | 18 октября 2015  | Корриентес, Аргентина   | Грунт    | Орасио Себальос         | Максимо Гонсалес Гильермо Дуран              | 6-2 6-3           |
| 11. | 8 ноября 2015    | Богота, Колумбия        | Грунт    | Орасио Себальос         | Николас Баррьентос Эдуардо Струвай           | 6-3 6-4           |
| 12. | 15 ноября 2015   | Буэнос-Айрес, Аргентина | Грунт    | Орасио Себальос         | Гидо Андреосси Лукас Арнольд Кер             | 6-2 7-5           |
| 13. | 31 января 2016   | Букараманга, Колумбия   | Грунт    | Орасио Себальос         | Серхио Гальдос Луис Давид Мартинес           | 6-2 6-2           |
| 14. | 13 марта 2016    | Сантьяго, Чили          | Грунт    | Ханс Подлипник Кастильо | Факундо Багнис Максимо Гонсалес              | 7-6(4) 4-6 [10-5] |
| 15. | 30 апреля 2016   | Таллахасси, США         | Грунт    | Деннис Новиков          | Петер Лучак Марк Полманс                     | 3-6 6-4 [12-10]   |
| 16. | 11 сентября 2016 | Генуя, Италия           | Грунт    | Орасио Себальос         | Александр Бурый Андрей Василевский           | 6-4 6-3           |
| 17. | 16 октября 2016  | Буэнос-Айрес, Аргентина | Грунт    | Орасио Себальос         | Серхио Гальдос Фернандо Ромболи              | 7-6(5) 7-6(1)     |
| 18. | 23 октября 2016  | Сантьяго, Чили          | Грунт    | Орасио Себальос         | Серхио Гальдос Максимо Гонсалес              | 6-3 6-4           |

#### Поражения (10)
| №   | Дата           | Турнир                           | Покрытие | Партнёр                 | Соперники в финале                       | Счёт           |
| 1.  | 7 октября 2001 | Санта-Крус-де-ла-Сьерра, Боливия | Грунт    | Фелипе Парада           | Федерико Кардинали Серхио Элиас Мусалем  | 7-5 2-6 3-6    |
| 2.  | 28 апреля 2002 | Монтего-Бей, Ямайка              | Хард     | Кеплер Орельяна         | Диего Айяла Адам Кеннеди                 | 5-7 6-3 3-6    |
| 3.  | 26 января 2003 | Киссимми, США                    | Хард     | Фелипе Парада           | Игнасио Иригойен Трипп Филлипс           | 4-6 2-6        |
| 4.  | 2 февраля 2003 | Авентура, США                    | Хард     | Фелипе Парада           | Райан Сачир Трипп Филлипс                | Без игры       |
| 5.  | 26 апреля 2015 | Саванна, США                     | Грунт    | Деннис Новиков          | Гильермо Дуран Орасио Себальос           | 4-6 3-6        |
| 6.  | 14 июня 2015   | Москва, Россия                   | Грунт    | Мэтт Зибергер           | Ренсо Оливо Орасио Себальос              | 5-7 3-6        |
| 7.  | 19 июля 2015   | Познань, Польша                  | Грунт    | Мэтт Зибергер           | Михаил Елгин Матеуш Ковальчик            | 6-3 3-6 [6-10] |
| 8.  | 10 января 2016 | Мендоса, Аргентина               | Грунт    | Орасио Себальос         | Максимо Гонсалес Хосе Эрнандес Фернандес | 6-4 3-6 [1-10] |
| 9.  | 4 июня 2016    | Простеёв, Чехия                  | Грунт    | Ханс Подлипник Кастильо | Александр Бурый Игорь Зеленай            | 4-6 4-6        |
| 10. | 31 июля 2016   | Прага, Чехия                     | Грунт    | Факундо Аргуэльо        | Игорь Зеленай Юлиан Ноул                 | 4-6 5-7        |